# Randy Owen
 (novembre 2022).
Randy Yeuell Owen (né le 13 décembre 1949) est un artiste américain de musique country. Il est surtout connu pour son rôle de chanteur principal d'Alabama, un groupe de country rock qui a connu un énorme succès public tout au long des années 1980 et 1990. Alabama est devenu le groupe le plus titré de la musique country, sortant plus de 20 disques d'or et de platine, des dizaines de singles numéro 1 et vendant plus de 75 millions de disques au cours de leur carrière. Owen poursuit également une carrière d'interprète solo. Il a sorti son premier album solo One on One fin 2008 et en a tiré deux singles classés.